# Sandy River Plantation
Sandy River Plantation es una plantación ubicada en el condado de Franklin en el estado estadounidense de Maine. En el Censo de 2010 tenía una población de 133 habitantes y una densidad poblacional de 1,46 personas por km².

## Geografía
Sandy River Plantation se encuentra ubicada en las coordenadas 44°54′47″N 70°31′44″O / 44.91306, -70.52889. Según la Oficina del Censo de los Estados Unidos, Sandy River Plantation tiene una superficie total de 91.35 km², de la cual 88.31 km² corresponden a tierra firme y (3.34%) 3.05 km² es agua.

## Demografía
Según el censo de 2010, había 133 personas residiendo en Sandy River Plantation. La densidad de población era de 1,46 hab./km². De los 133 habitantes, Sandy River Plantation estaba compuesto por el 96.24% blancos, el 0% eran afroamericanos, el 1.5% eran amerindios, el 0.75% eran asiáticos, el 0% eran isleños del Pacífico, el 0% eran de otras razas y el 1.5% pertenecían a dos o más razas. Del total de la población el 0% eran hispanos o latinos de cualquier raza.